# Shawn Southwick-King

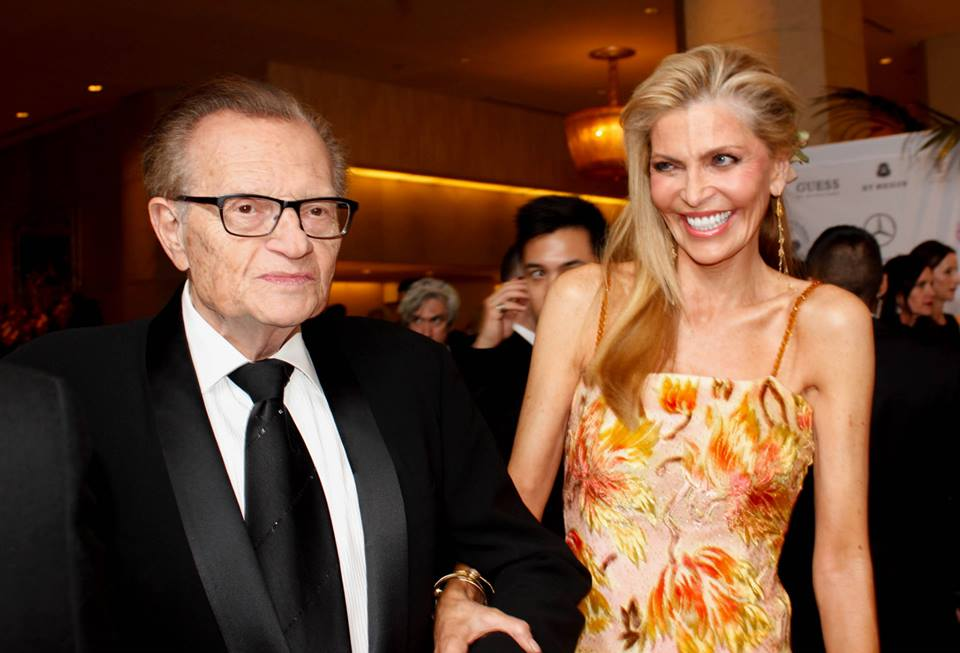
Shawn Southwick-King mit ihrem Ehemann Larry King (2014)

Shawn Oro Southwick-King (* 5. November 1959 in Studio City, Los Angeles, Kalifornien als Shawn Oro Engemann) ist eine US-amerikanische Sängerin, Schauspielerin und Model.

## Leben
Shawn Southwick-King ist die Tochter von Karl und Jerri Engemann. Ihre Schwester, Shannon Engemann (* 1964), ist ebenfalls Schauspielerin.
Sie heiratete 1980 Daniel Southwick. Mit ihrem ersten Ehemann hat sie einen Sohn. Bekannt wurde die US-Amerikanerin durch Nebenrollen in Fernsehproduktionen der 1980er Jahre, wie etwa in Knight Rider oder Benson.
Ab 1997 war sie mit dem US-amerikanischen Journalisten und Talkmaster Larry King verheiratet, mit dem sie zwei Söhne hat. Nach fast 22 Ehejahren reichte Larry King im August 2019 die Scheidung ein.